# Rudi Carrell Show
Die Rudi Carrell Show war die erste Fernsehshow-Reihe von Rudi Carrell. Jede Ausgabe spielte in einer einzigen Dekoration, die ein Thema darstellte, beispielsweise Bahnhof oder Marktplatz.
Die Show lief zunächst ab 1961 im niederländischen Fernsehen. 1965 folgte Carrell einem Ruf zu Radio Bremen und schuf fortan deutsche Ausgaben seiner Show, wobei er viele Themen und Ideen der niederländischen Ausgabe wieder aufgriff. Dies endete im Frühjahr 1967, dann folgten zur Saison 1967/68 erneut niederländische Ausgaben. Ab Dezember 1968 kam es wieder zu deutschen Folgen, bis die Show mit der Weihnachtsausgabe 1973 endete und von Am laufenden Band abgelöst wurde.

## Niederländische Ausgabe

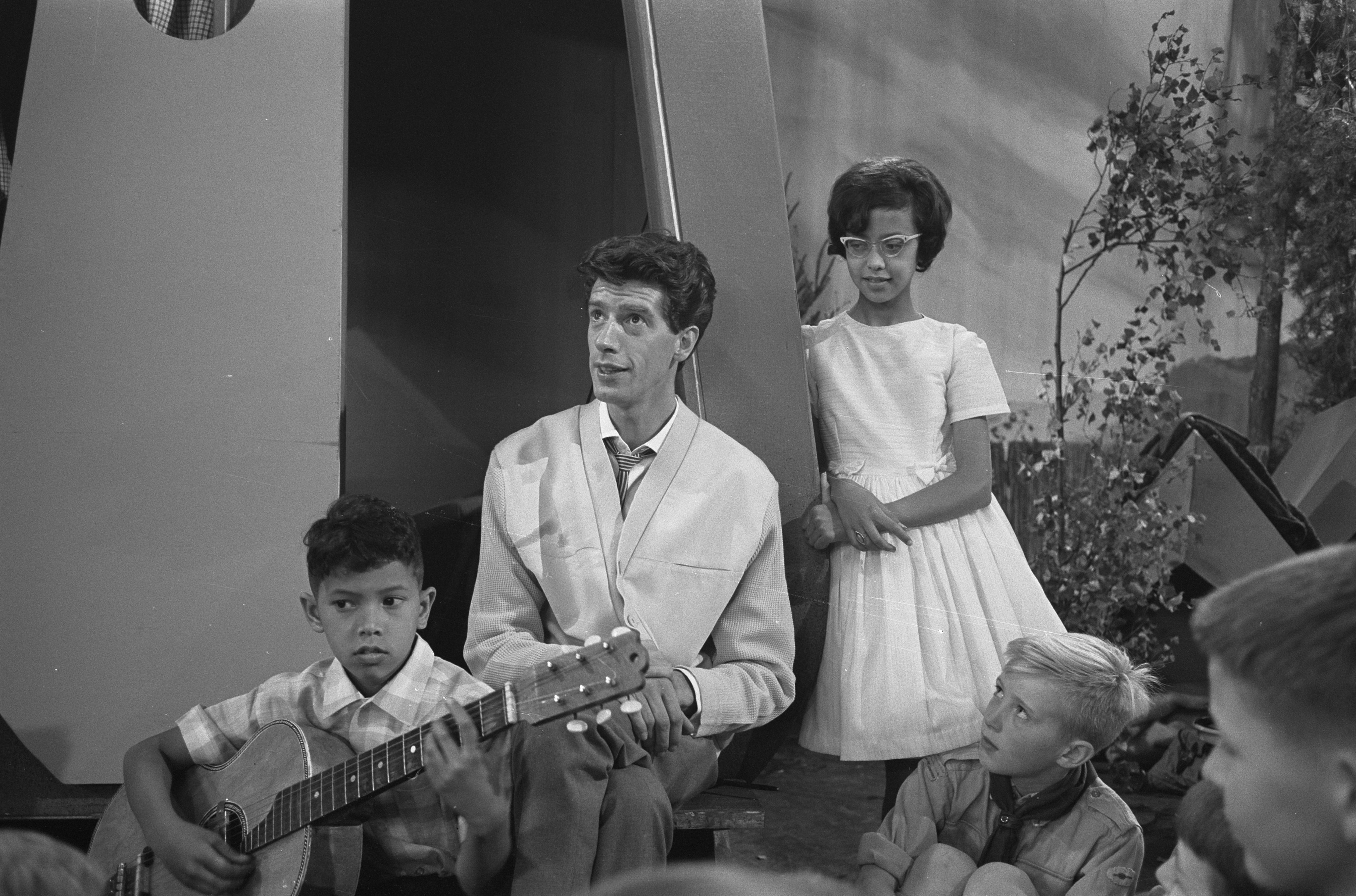
Rudi Carrell mit Sandra Reemer und deren Bruder Franky in der Rudi Carrell Show, 1962

### Vorgeschichte
Nachdem Rudi Carrell zur Saison 1956/57 einen Festvertrag für das Radio der AVRO bekommen hatte, versuchte er auch im Fernsehen dieses Senders Fuß zu fassen. Alle Ideen, die er einreichte, wurden jedoch abgelehnt und es blieb bei vereinzelten Auftritten. Im Sommer 1959 wechselte er deswegen zur VARA, wo er sich aber zunächst ebenfalls mit einer Radiosendung begnügen musste. Erst seine Teilnahme beim Eurovision Song Contest 1960 änderte die Situation, er wurde vor dem Wettbewerb immens bekannt und machte sich hinterher über seinen vorletzten Platz lustig, was so gut ankam, dass ihn die Sender VARA und KRO eine Fernsehshow anboten. Es handelte sich zwar nur um eine Ausgabe, um die Reaktion des Publikums zu testen, diese fiel aber überaus positiv aus. Rudi bestritt sie mit seinem Vater André Carrell und bekam schließlich eine monatliche 45-minütige Show für die Saison 1961/62, die er vollkommen nach seinen eigenen Wünschen gestalten durfte.

### Die Show
Idee

Über die Situation um 1960 befand Carrell: 

„Damals wurde in den Fernsehshows ständig umgebaut, so als wollte man den Leuten beweisen, dass man das Geld für möglichst viele teure, aufwendige Dekorationen hat. Ich erkannte, dass ein gutes Showkonzept das nicht braucht, und hatte die Idee, meine ganze Rudi Carrell Show mit nur einer einzigen Deko pro Ausgabe zu machen. Das war die Idee.“

 Der Gedanke dazu war Carrell schon Jahre zuvor beim Besuch des Lido in Paris gekommen, wo man mit einer Kulisse auskam und durch geringe Änderungen, etwa einen Wasserfall große Wirkung erzielte. Als Thema für die Kulisse wählte Carrell bevorzugt Orte, die jedermann vertraut sind und an denen sich viele Leute begegnen, beispielsweise ein Marktplatz oder ein Bahnhof.
Eine weitere Besonderheit der Carrell-Show war, dass aktuelle Ereignisse erwähnt wurden, um den Live-Charakter zu betonen. Demgegenüber hätte man alle anderen Shows mit Ausnahme ihrer Weihnachtsausgaben in veränderter Reihenfolge ausstrahlen können, ohne dass die Zuschauer irritiert gewesen wären. Es galt nämlich eine vollkommene Trennung von aktueller Berichterstattung und Unterhaltung.
Carrell telefonierte etwa eine Stunde vor der Sendung mit der Nachrichtenredaktion des Senders und fragte nach aktuellen Nachrichten, um sie als Witz in die Sendung einzubauen.
Carrells Grundsatz, lieber viele kleine Lacher als einen langen Sketch mit nur einem Lacher am Ende, galt besonders für die Rudi Carrell Show. Deswegen war es nichts Besonderes, wenn eine Figur, etwa ein Polizist auftrat und nur zwei Sätze sprach. Im Laufe der Zeit fanden sich feste Mitarbeiter, denen solch kleine Rollen nicht zu mickrig waren.
Die erste Show

Die ersten beiden Shows waren noch aufgezeichnet, erst die dritte wurde live ausgestrahlt. Dies gab Carrell die Möglichkeit, sich in seinem Wohnort umzusehen: 

„Ich bin von Fenster zu Fenster gelaufen und habe die Leute beobachtet, wie sie meine Show gesehen haben. Und ab zu habe ich ans Fenster geklopft und gerufen: Hallo, hier bin ich!“

 Die erste Show lief am Freitag, den 10. September 1961 um 20.30 Uhr, und sie fand in einer „Liederfabrik“ statt, deren Direktor Carrell selber spielte. Carrell präsentierte die Sendung nicht nur, er machte auch bei vielen Liedern und Sketchen mit. Aufgrund des noch kleinen Budgets kamen fast ausschließlich einheimische Künstler vor, darunter einige, mit denen Carrell schon jahrelang zusammenarbeitete, darunter das Komikerduo De Mounties, bestehend aus Piet von Bamberger und Fred Plever, die beim Publikum so gut ankamen, dass sie sogleich für das gesamte erste Jahr verpflichtet wurden.
Besondere Ereignisse
Im Januar 1962 war das Thema Bahnstation an der Reihe, ein großes Eisenbahnunglück zu Beginn der Woche verlangte es aber, binnen vier Tagen ein neues Programm aufzustellen, was Carrell mit dem Thema Park dann auch mit großer Mühe gelang.
Bei der letzten Ausgabe vor der Sommerpause 1962 wartete Carrell im Frack auf Gäste, es sagten aber alle ab. Um die Show nicht abbrechen zu müssen, wechselte er in einen gewöhnlichen Anzug und zeigte, wie es hinter den Kulissen aussieht. Dazu hatte Lesslie Roberts seine Mädchentanzgruppe The Lesslie Roberts Silhouettes mitgebracht, die für Fernsehauftritte besonders trainiert waren.
Für die Weihnachtsshow 1962 hatte sich Carrell das Thema Alt-Amsterdam ausgedacht und eine verschneite Gracht mit einer großen Eisfläche nachgebaut. Alle Mitwirkenden, darunter die komplette Mannschaft von Feyenoord Rotterdam, mussten mit Schlittschuhen auftreten. Die Show wurde vorab aufgezeichnet und als sie zu Weihnachten ausgestrahlt wurde, lag nach frühlingshaftem Wetter im ganzen Land Schnee, was ihre Wirkung nochmals verstärkte. Es wurde Carrells Lieblingsfolge.
Die vorerst letzte Show in den Niederlanden vom Mai 1965 stellte das niederländische Parlament nur mit prominenten Frauen besetzt dar.
Lesslie Roberts
Bei der VARA hielt man es für eine gute Idee, Carrell einen Berater zur Seite zu stellen, mit dem er über die Show diskutieren sollte. Da es in den Niederlanden niemanden für die Art von Show, wie Carrell sie machte, gab, holte man Lesslie Roberts, Choreograph und ehemaliger Tänzer, der für große Shows der BBC Regie geführt hatte. Carrell hat von ihm viel über Fernsehauftritte erfahren und die Zusammenarbeit hielt bis Ende der 1980er Jahre an, als sich Lesslie aus Altersgründen zurückzog.
Internationale Gäste

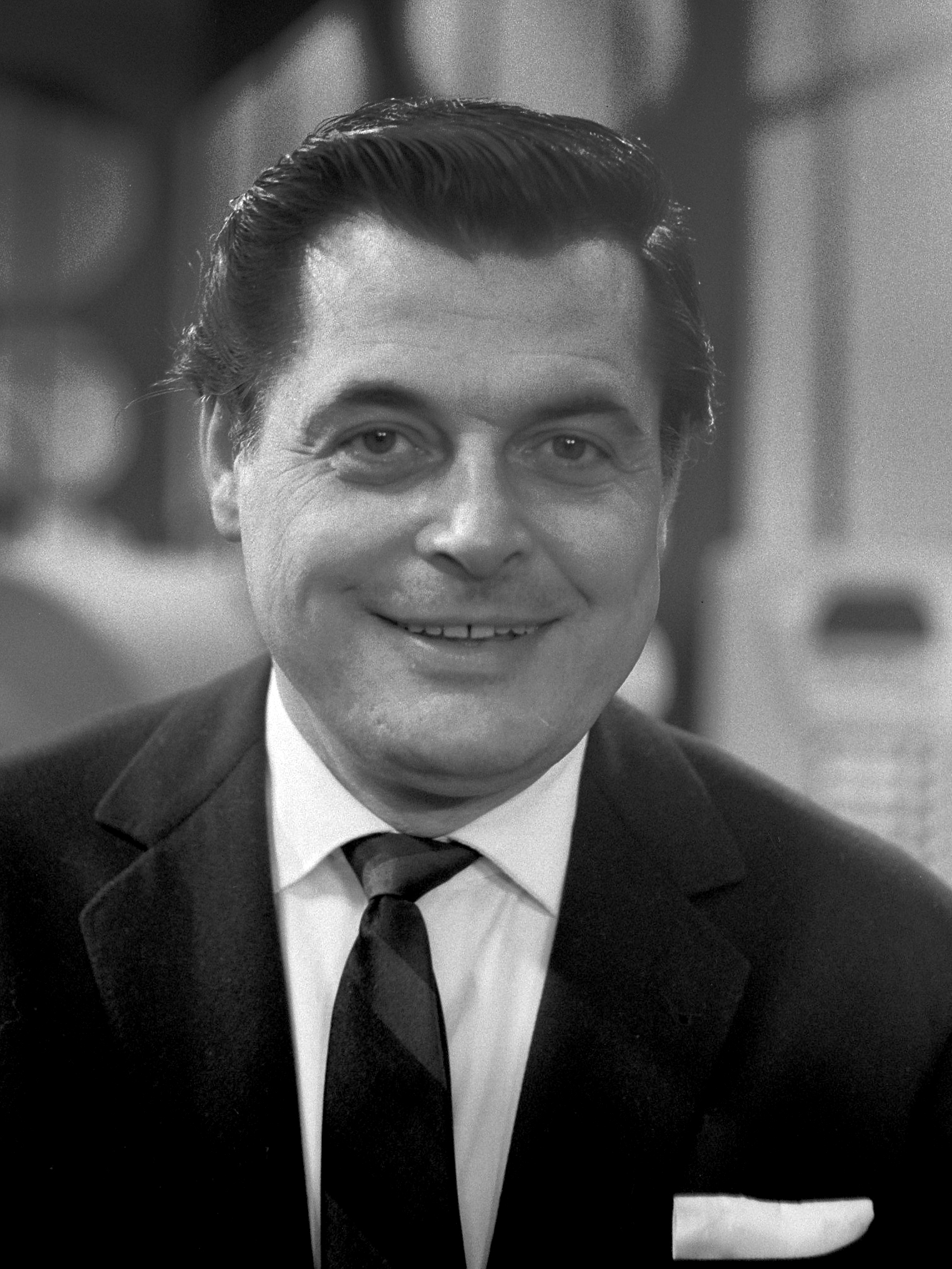
Gerhard Wendland in der Rudi Carrell Show, 1963

Mit zunehmender Popularität der Show gelang es auch internationale Gäste zu bekommen, beginnend mit Cliff Richard, wozu Carrell eigens nach London geflogen war, um ihn zum Auftritt zu überreden. Er sang drei Lieder und spielte mit Carrell in einem Sketch, was er auch mit vielen weiteren Stargästen tat und ebenfalls eine Besonderheit der Carrell-Show darstellte. Weitere ausländische Gäste waren The Lords und Gerhard Wendland. Es misslang Carrell aber, Heidi Brühl, Peter Alexander, Frank Sinatra oder Helen Shapiro einzuladen.
Regie

Mit seinen Regisseuren tat sich Carrell von Anfang an schwer, da er alles selber besser machen zu können glaubte. Bereits im Abspann der dritten Ausgabe hieß es Zusammenstellung, Texte und Regie: Rudi Carrell und die eigentlichen Regisseure waren nur unter Kameraregie zu finden. Doch auch mit dieser Regelung hielten die Regisseure der VARA nicht lange durch, so dass man Carrell gestattete, seinen eigenen Regisseur zu suchen. Er nahm Dick Harris, den er bereits seit 1953 kannte: 

„Dick ist ein Showbiz-Wahnsinniger. Ich habe noch nie einen Menschen kennengelernt, der so dermaßen in das Showbiz vernarrt war wie Dick Harris. Er war alle vierzehn Tage in Paris und hat sich die neuen Shows angeschaut, mit Edith Piaf, mit Yves Montand, ist ständig nach Hamburg oder nach London geflogen, um sich das neue Programm von Bob Hope, ein Musical oder ein Varitéprogramm anzuschauen. Er kannte einfach alles, was gerade angesagt war, und wusste genau, was gut ist und was nicht. Genau so einen Mann brauchte ich.“

 Harris absolvierte auf Wunsch der VARA einen Fernsehregie-Kurs und wurde ab Herbst 1962 unter Kameraregie genannt. Die Zusammenarbeit gestaltete sich aber ebenfalls als schwierig.
Auszeichnung
Für seine Show bekam Carrell 1963 die Zilveren Nipkowschijf (Silberne Nipkow-Scheibe), benannt nach dem Fernsehpionier Paul Nipkow, den die Gesellschaft der niederländischen Fernsehkritiker seit dem Vorjahr verlieh.
Pause
Im Dezember 1962 überraschte Carrell mit der Ankündigung, sich mit Beginn der nächsten Sommerpause vom Fernsehen verabschieden zu wollen. Zunächst kündigte er keine Rückkehr zum Fernsehen an, zahlreiche empörte Zuschauer ließen ihn dann aber ergänzen, er wolle nur ein Jahr pausieren, da er schon lange keinen Urlaub mehr gemacht habe, wofür die Presse Verständnis hatte, nicht jedoch die Zuschauer. In der Pause bereitete er De Robinson Crusoë Show als seinen Beitrag für die Rose d’Or 1964 in Montreux vor, der schließlich die Silberne Rose gewann und auch im deutschen Fernsehen ausgestrahlt wurde.

## Deutsche Ausgabe

### Vorgeschichte
Beim Festival Rose d’Or in Montreux sprach Mike Leckebusch den teilnehmenden Rudi Carrell an, ob dieser sich eine Show bei Radio Bremen vorstellen könne. Leckebusch gefiel, mit wie wenig Aufwand Carrell ein großer Effekt gelang. Radio Bremen war ein Sender mit äußerst geringem Budget, weswegen ihm eine kostengünstige Show entgegenkam. Carrell sah sich Bremen an: 

„Ich mochte die Stadt einfach auf Anhieb. Sie hat mich sehr an Groningen erinnert, wo ich mich immer sehr wohl gefühlt habe. Alles war so holländisch gemütlich. Und auch die Leute in Bremen mochte ich auf Anhieb. Für so eine kleine Show wie die Rudi Carrell Show war Bremen genau die richtige Stadt.“

 Man einigte sich auf alle zwei Monate eine Show für das Gemeinschaftsprogramm der ARD von Oktober 1965 bis Mai 1967 und Carrell reiste ausgiebig durch Deutschland, um das Land kennenzulernen. Dabei genoss er es, unerkannt zu bleiben, und gab sich als Vertreter für holländischen Käse aus, wenn er nach seinem Beruf gefragt wurde.

### Die Show
Die ersten Folgen
Bei Radio Bremen präsentierte Carrell eine weitgehend ähnliche Show. Wie schon in den Niederlanden waren die ersten beiden Folgen aufgezeichnet. Sie kamen aus dem Niederdeutschen Theater in Bremen. Die erste Ausgabe kündigten die Programmzeitschriften für den 4. Oktober 1965 an, sie musste aber aufgrund der Live-Berichterstattung über den Papstbesuch bei der UNO verschoben werden. Sie dauerte nur 40 Minuten, alle weiteren Folgen 60 Minuten.
Ab der dritten Ausgabe sendete man live aus einem Studio von Radio Bremen. Hatte Carrell das Studio in Hilversum nur zwei Tage zur Verfügung, so waren es nun fünf Tage, so dass er noch mehr proben konnte. Dies hatte allerdings zur Folge, dass er den Ablauf noch häufiger umstellte.
Aktualität
Auch in Deutschland baute Carrell einen aktuellen Einfluss ein: In vielen Folgen finden sich die Fußballergebnisse vom Tage, es werden entweder welche genannt oder sie kommen aufgeschrieben in der Dekoration vor. Und wie gewohnt informierte er sich kurz vor der Sendung über aktuelle Nachrichten, wobei ihn die Tagesschau-Redaktion ebenso unterstützte, wie er es aus den Niederlanden gewohnt war.
Mitarbeiter
Carrell durfte seinen bisherigen Regisseur Dick Harris weiter beschäftigen, da die Kombination mit Mike Leckebusch, der dafür ursprünglich vorgesehen war, überhaupt nicht funktionierte. Die Zusammenarbeit mit Harris dauerte auch nur ein Jahr an. Leslie Roberts flog auf Kosten von Radio Bremen vor jeder Sendung aus London ein.
Die Mitarbeiter von Radio Bremen fanden es gewöhnungsbedürftig, dass ihnen ihre Arbeit von Carrell genau erklärt wurde.
Resonanz
Bei Radio Bremen war man mit dem Resultat außerordentlich zufrieden, zumal eine Folge mit 65.000 DM ungewöhnlich kostengünstig war. Die Seherbeteiligung erreichte bis zu 80 % und es traf begeisterte Zuschauerpost aus ganz Deutschland, Belgien, Luxemburg und den Niederlanden ein. Sogar in der DDR wurde Carrell lobend erwähnt. Und bei der Leserwahl zur Goldenen Kamera 1967 kam Rudi Carrell bereits auf Platz 5, hinter Peter Frankenfeld, Robert Lembke, Lou van Burg und Erich Helmensdorfer.

## Erneute niederländische Folgen

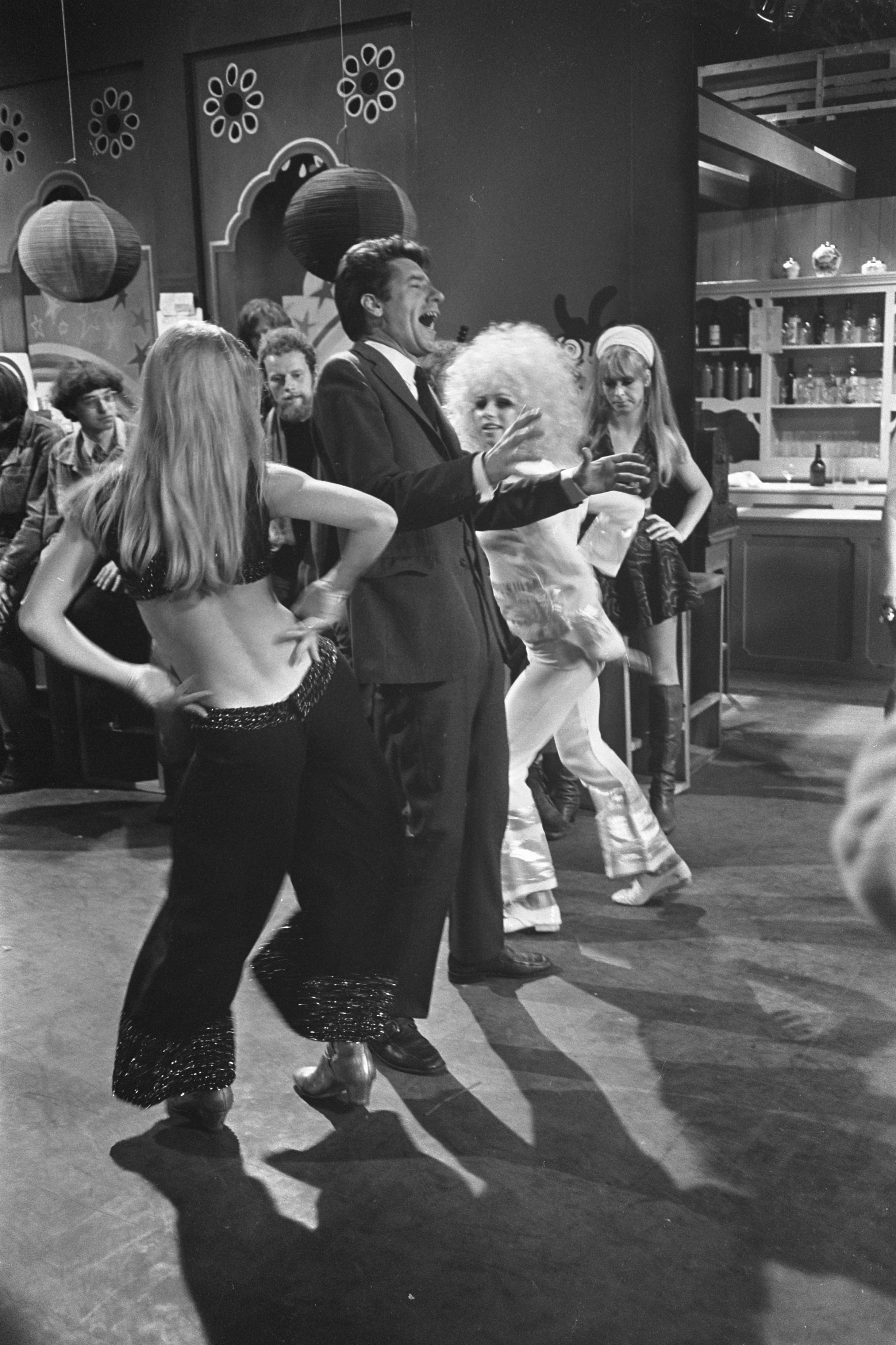
Niederländische Rudi Carrell Show, 1968

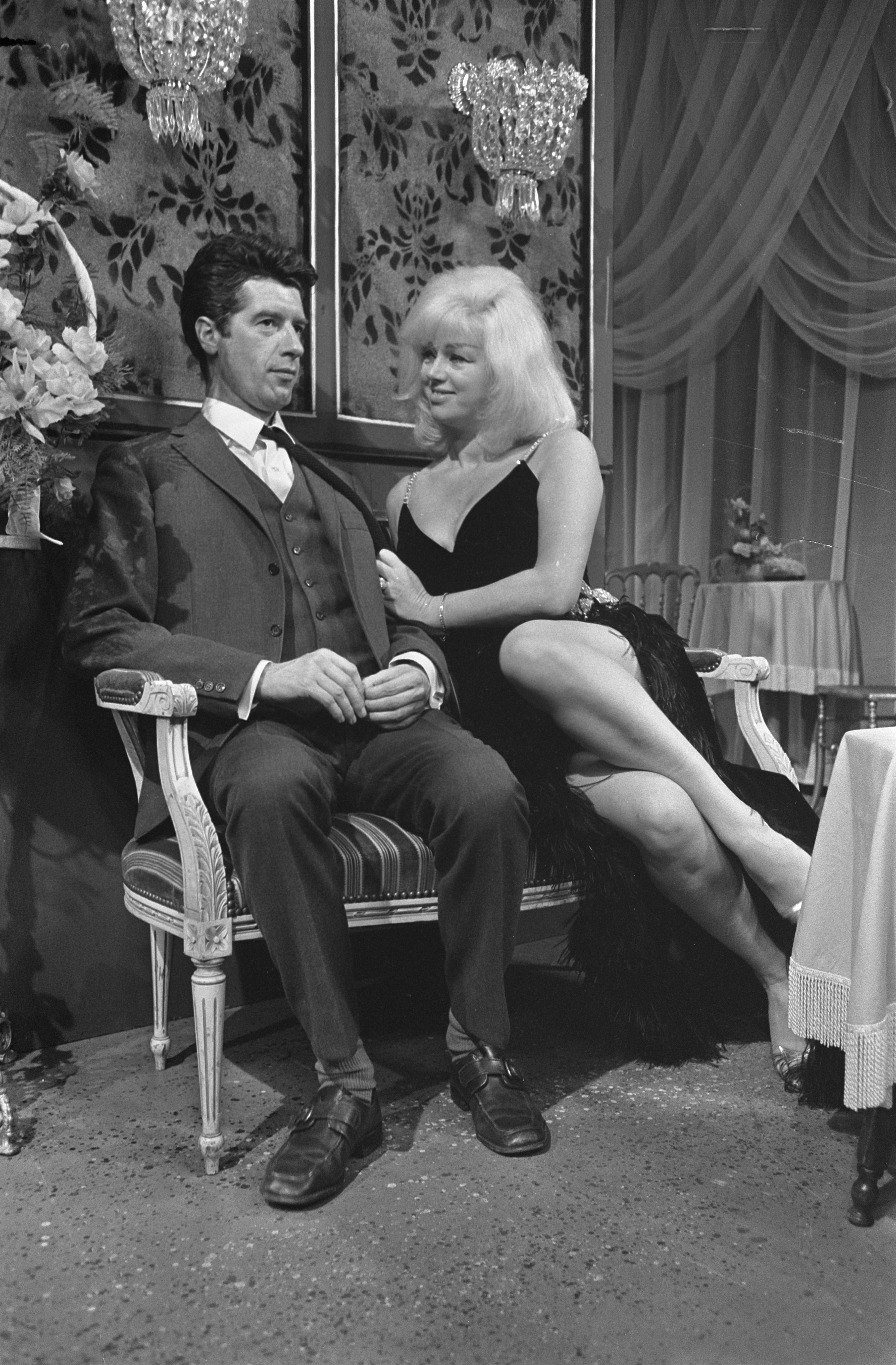
Mit Diana Dors in der niederländischen Rudi Carrell Show, 1968

### Vorgeschichte
Carrell war unzufrieden damit, dass die Show nur alle zwei Monate lief. Radio Bremen konnte daran aber nichts ändern, da man nur 3 % Anteil an den Sendungen des ARD-Gemeinschaftsprogramms hatte. Die Niederländer versuchten, Carrell wieder mit einer monatlichen Sendung zurückzuholen. Sie schlugen auch eine Kooperation mit Radio Bremen vor, bei der nach der deutschen Show kurz darauf in der gleichen Kulisse die niederländische Variante stattfinden sollte. Als Publikum dachte man an in Deutschland stationierte Soldaten. Daraus wurde aber nichts. Carrell fühlte sich sowohl Vara wie auch Radio Bremen zu Dank verpflichtet. Da er ganz gut Englisch sprach, dachte er auch daran, in die USA oder nach England zu gehen. In Amerika hätte er jedoch erst einmal klein anfangen müssen, bevor er ins Fernsehen gekommen wäre, und in England wäre er mit seinem Stil nur einer unter vielen gewesen. Schließlich nahm er das Angebot der VARA über acht Shows für die Saison 1967/68 an.

### Ende
Aufgrund der hohen Steuersätze beschloss Carrell, die Niederlande wieder zu verlassen. Dabei erwog er nach Zürich zu ziehen, um auf dem europäischen Fernsehmarkt aktiv zu werden, verwarf diesen Plan aber wieder.

## Erneute deutsche Folgen

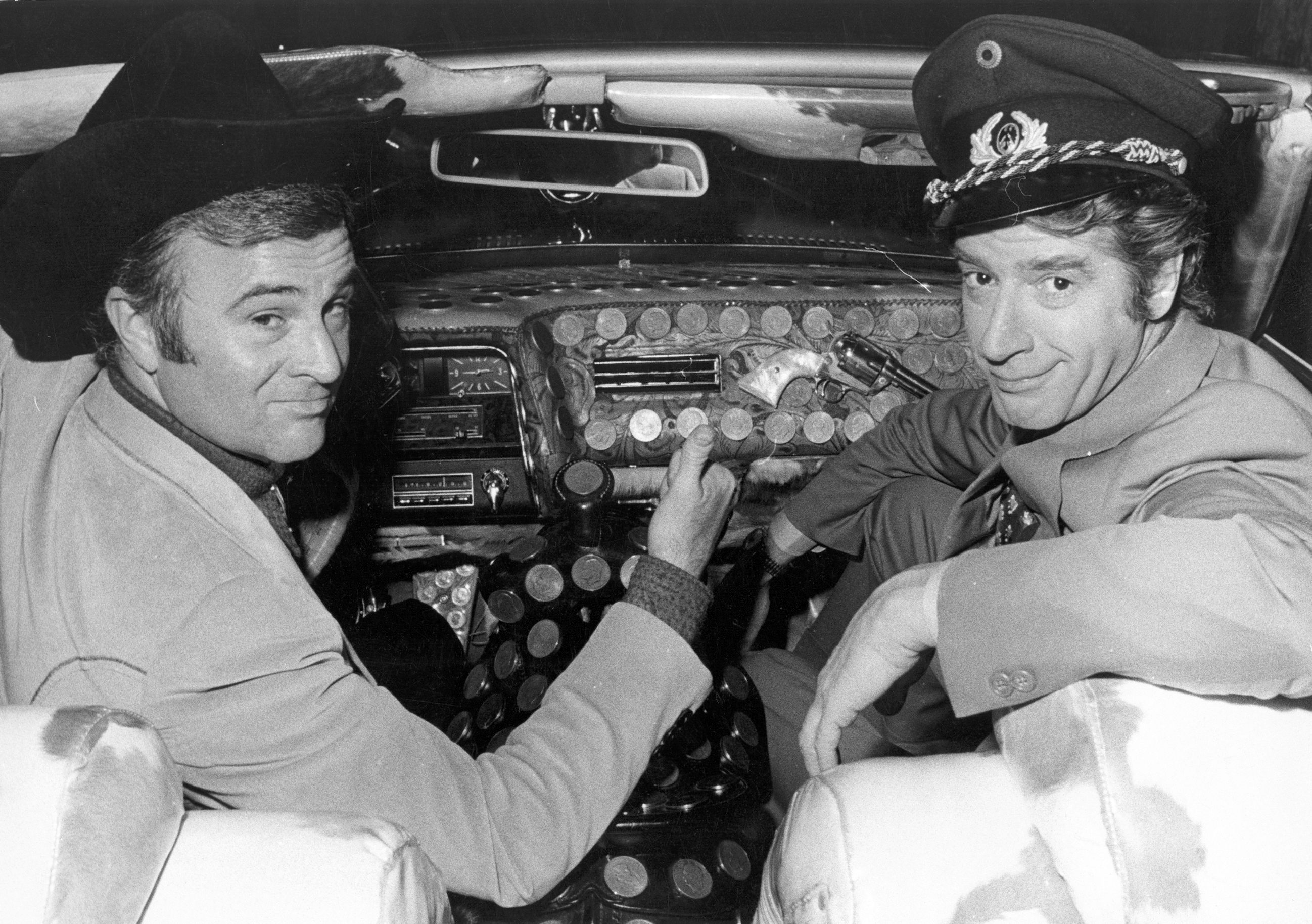
Rudi Carrell mit Bobbejaan in der Rudi Carrell Show, 1973

### Kooperation
Radio Bremen gelang es, Carrell wieder zurückzuholen. Dabei hatte Edwin Friesch vom Süddeutschen Rundfunk (über den Carrell sagte: Das war der beste Unterhaltungschef, den es je im deutschen Fernsehen gab) eine Kooperation angeboten. Durch die Kooperation erhielt die Show einen größeren Etat als bisher, so dass sie aufwendiger gestaltet werden konnte. Und da inzwischen in Deutschland das Farbfernsehen eingeführt worden war, wurde sie nun farbig. Zudem strahlte man sie nun auch in Österreich und der Schweiz aus. Der Produktionsort war abwechselnd Bremen und Stuttgart. Der größere Etat erlaubte es überdies, zahlreiche prominente Gäste einzuladen.

### Ensemble
Für kleine Rollen gab es einige Akteure, die häufig auftraten:
- Heinz Eckner war bei allen neuen Folgen dabei, er hatte aber noch nicht die Bedeutung, die er später in Am laufenden Band bekam.
- Bueno de Mesquita war in den Niederlanden ein Star, dennoch kam er auch für einen Sketch von drei Minuten nach Deutschland. Er war bei den meisten Folgen dabei.[5]
- Die Peheiros gefielen Carrell gut, weil sie auch die winzigsten Rollen präzise spielten, so dass sie häufig eingeladen wurden.[5]
- Hansi Waldherr
- Mircea Krishan

### Besondere Folgen
Folge 13
Ungewöhnlich aufwendig konnte man die Folge von der Funkausstellung in Stuttgart halten. Sie kam aus dem gemeinsamen Farbstudio von ARD und ZDF in der Messehalle 15 und hatte das Thema Raststätte. Die große Halle erlaubte es, zahlreiche Automobile über die Bühne fahren zu lassen.
Folge 16
Die Flughafen-Show bestand aus zwei Teilen à 30 Minuten. Diese Besonderheit ergab sich dadurch, dass der Bayerische Rundfunk die Auslosung der Glücksspirale übertrug. Die Show begann mit dem Teil Ankunftsterminal, dann wurde umgebaut und die Zuschauer konnten mit ihren mitgebrachten Losen live verfolgen, wie Klaus Havenstein die Ziehung durchführte, schließlich folgte der Teil Abflugterminal. Dem Nachteil, das Publikum für den zweiten Teil wieder in Stimmung zu bringen, stand gegenüber, dass die Auslosung eine hohe Seherbeteiligung garantierte, weswegen Carrell sich darauf einließ.
Folge 18
In der letzten Ausgabe des Jahres 1970 kamen The Nitwits vor. Dabei handelte es sich um Carrells Traumnummer, ein komisches Orchester gebildet aus zehn Musikern. Er hatte sie Anfang der 1960er Jahre einmal im Lido gesehen und hätte sie gerne in seiner Show gehabt. Das schien aber aussichtslos zu sein, da sie ständig ausgebucht waren und ein Einfliegen aus Las Vegas eigens für die Show zu teuer gekommen wäre. Carrells Manager Dick Harris erfuhr in einem Pariser Artistenlokal, dass die Gruppe erstmals seit zwölf Jahren wieder Weihnachten zu Hause in England feiere. So konnte man sechs von ihnen für einen Auftritt in der Rudi Carrell Show engagieren, die übrigen vier Musiker, die nur musizieren mussten, kamen von Radio Bremen. Dennoch war die Gage so hoch, dass Carrell zusichern musste, sie bei Nichtgefallen selber zu zahlen – was nicht eintrat.
In dem Auftritt kam der Titel Temptation vor, der normalerweise von einem Nitwit gesungen wird, während die anderen soviel Unfug um ihn herum machen, dass das Zuendesingen erstaunlich erscheint. Das Singen übernahm Carrell selber und erfuhr hinterher, dass er der dritte sei, der es sich zugetraut habe, nach Bing Crosby 1928 und Fred Astaire, letzterer habe aber nur acht Takte durchgehalten.

### Ende der Show
Die Folge 26 mit dem Thema Messe erhielt sehr viel negative Kritik, welche von übertriebenen Klamauk sprach. Carrell sah die Ursache vor allem darin, dass man nicht wie geplant Gisela Schlüter bekommen konnte. Aber er hielt die Show, die immerhin aus den frühen 1960er Jahren stammte, auch für nicht mehr zeitgemäß. Deswegen versuchte er die Weihnachtsausgabe 1973 noch einmal besonders perfekt zu gestalten, um dann die Show zu beenden, obwohl schon Folgen für 1974 geplant waren. Es folgte die extrem erfolgreiche Spielshow Am laufenden Band.

## Liste der ARD-Ausstrahlungen
| Datum      | Folge     | Thema                                           | Gäste |
| ---------- | --------- | ----------------------------------------------- | --- |
| 25.10.1965 | 01        | Marktplatz                                      | Erika, Helena Majdaniec, Herbert Steinmetz, Hans Irle |
| 29.11.1965 | 02        | Warenhaus                                       | Walter und Conny, Johnson Brothers, Suzanne Doucet, Joachim Wolff, Sieghold Schröder, Die 3 Peheiros, Ingrid Andersen |
| 19.01.1966 | 03        | Bahnhof                                         | Ruth Maria Kubitschek, Horst Jankowski, Joachim Wolff, Reinhold Brandes, Die Rosy-Singers, Die 3 Peheiros |
| 30.03.1966 | 04        | Spielzeugfabrik                                 | Gigliola Cinquetti, Barbara Valentin, Los Guacamayos, Hans Rolf Radula, Helmut Meyer-Frey, Joachim Wolff, Reinhold Brandes |
| 25.05.1966 | 05        | Dachboden                                       | Heidi Brühl, Erika Rumsfeld, Carl Hinrichs, Heinz Meier, Peter Schulz |
| 08.11.1966 | 06        | Wochenmarkt                                     | Ulla Norden, Piet Bambergen, Harry Bienenstein, Herbert Heuft, Kurt Max Richter, Herbert Sebald, Daisy "Rivieres", Ballettgruppe - Choreographie: Richard Adama, Judoclub-Bremen - Einstudierung: Herta Radusch |
| 10.01.1967 | 07        | Stadthalle/Sportschau                           | Trude Herr, Herminka, Piet Bambergen, Marina Michel, Ruth Puls, Herbert Heuft, Kurt Max Richter, Ballettgruppe des Theaters der Freien Hansestadt Bremen |
| 27.03.1967 | 08        | Grenzstation                                    | Violetta Ferrari, Vicky Leandros, Piet Bambergen, Henry Vahl, André Carrell, Ruth Puls, Ingeborg Piontek, Herbert Sebald, Sieghold Schröder, Herbert Heuft, Henk Bukman, Bert Postma, Mick & Micky |
| 30.05.1967 | 09        | Millionärsvilla/Abschiedsparty                  | Sandie Shaw, Geschwister Jacob, Piet Bambergen, André Carrell, Ruth Puls, Herbert Sebald, Sieghold Schröder, Herbert Heuft, Bert Postma, Die drei Peheiros, Karl-Heinz Suchefort, Mick & Micky, Cornelius op den Zieken, Dieter Pröttel, Inge Meysel |
| 07.12.1968 | 10        | Hochzeit                                        | Heinz Erhardt, Grethe Weiser, Judy Winter, Mr. Pastry, Michael Gees, Bueno de Mesquita, Joachim Regelien, Die Peheiros, Swen Smoele, Heinz Eckner |
| 01.02.1969 | 11        | Straße                                          | Heidi Kabel, Ulla Neumann, Helena Vondráčková, Henry Vahl, Die Peheiros, Bueno de Mesquita, Toby Rix, Heinz Eckner, Herbert Sebald, Lou van Burg, Starlets-Chor Ltg. Kurt Lindenau |
| 12.04.1969 | 12        | Dampfer/Kreuzfahrt                              | Heinz Eckner, Die drei Peheiros, Ken Wilson, Anni Anderson, Bueno de Mesquita, Gerd Lüpke, Chaz Chase, Vivi Bach, Klaus Stieringer, Sing Out, Andrea Rau |
| 06.09.1969 | 13        | Autobahn Raststätte (Funkausstellung Stuttgart) | Gitte Haenning, Karel Gott, The Volantes, Rosy-Singers, Wiener Sängerknaben, Die Peheiros, Bueno de Mesquita, Heinz Eckner, Heiner Matthes, Eugen Morlock, Klaus Stieringer, Karl-Heinz Köpcke, Dieter Thomas Heck, Martin Jente, Erwin Lehn und sein Südfunk-Tanzorchester |
| 22.11.1969 | 14        | Polizeirevier                                   | Cornelia Froboess, Erik Ode, Jacob Sisters, Kurt Stadel, Lon Purdy, Bueno de Mesquita, Heinz Eckner, Milo and Roger, Herbert A. E. Böhme, Karl-Heinz Hess, Mircea Krishan, Hansi Waldherr, Gerty Molzen, Die drei Peheiros |
| 07.03.1970 | 15        | Kneipenbummel                                   | Hein Simons, Gila von Weitershausen, Beauty Milton, Die drei Peheiros, Henry Darrow, Beppo Brem, Carla Lahnstein, Gerty Molzen, Bueno de Mesquita, Heinz Eckner, Mircea Krishan, Walter Spahrbier, Chapy, Hansi Waldherr, Turniergruppe Tanzschule Klug |
| 13.06.1970 | 16        | Flughafen                                       | Ursula Herking, Bibi Johns, Brigitt Petry, Andrea Rau, Joachim Fuchsberger, Chris Howland, Peter Fröhlich, Denny Willis Quartet, Mircea Krishan, Bueno de Mesquita, Die drei Peheiros, Heinz Eckner, Hansi Waldherr, Der Starlet-Chor Ltg. Kurt Lindenau |
| 10.10.1970 | 17        | Kurort                                          | Hildegard Knef, Roy Black, Henry Vahl, Gene Sheldon, Gaby und Ulli König, Bueno de Mesquita, Heinz Eckner, Die drei Peheiros, Mircea Krishan, Hansi Waldherr, Ruth Papendick, Rolf Tragau-Sextett, Erwin Lehn und sein Südfunk-Tanzorchester |
| 05.12.1970 | 18        | Treppen                                         | Wencke Myhre, Linda Thorson, Patrick Macnee, The Nitwits, Lou van Burg, Germaine Busset, Heinz Eckner, Mircea Krishan, Bueno de Mesquita, Die Peheiros, Hans-Heinrich Isenbart, Hansi Waldherr, Carola-Girls, Peter Alexander |
| 13.03.1971 | 19        | Warenhaus                                       | Petula Clark, Cornelia Froboess, Heidi Kabel, Roberto Blanco, Hans-Jürgen Diedrich, Horst Tappert, Ilja Richter, Heinz Eckner, Bueno de Mesquita, Hansi Waldherr, Die Peheiros |
| 05.06.1971 | 20        | Schule                                          | Ursula Herking, Marie Versini, Theo Lingen, Lex Barker, Pierre Brice, Ron Ely, Klaus Havenstein, Luana, Anita Hegerland, Toby Rix, Heinz Eckner, Bueno de Mesquita, Hansi Waldherr, Die Peheiros, und die 13 Fernsehansagerinnen Dorothea Furrer / SRG, Eva-Marie Kainzmeier-Klinger / ORF, Jetta van Leeuwen / Vara, Mady Riehl / ZDF, Hanni Vanhaiden / Norddeutscher Rundfunk Hamburg (NDR), Renate Bauer / Sender Freies Berlin (SFB), Sonja Ortmann-Kurowsky / Westdeutscher Rundfunk Köln (WDR), Ursula von Manescul / Südwestfunk-Baden-Baden (SWF), Karin Tietze-Ludwig / Hessischer Rundfunk, Elke Herrmann / Saarländischer Rundfunk, Carolin Reiber / Bayerischer Rundfunk, Bernharda Buch / Süddeutscher Rundfunk, Herdis Husmann-Zernial / Radio Bremen |
| 02.10.1971 | 21        | Bauernhof                                       | Heidelinde Weis, Joseph Offenbach, Camillo Felgen, Ernst H. Hilbich, Chris Roberts, Margot Mahler, Werner Veidt, Bueno de Mesquita, Heinz Eckner, Mircea Krishan, Hansi Waldherr, Ted & Jo, Die Peheiros, Die Horst-Jankowski-Singers, Die Kaiserlich-Böhmischen, Erwin Lehn und sein Südfunk-Tanzorchester |
| 11.12.1971 | 22        | Hotel                                           | Ruth-Maria Kubitschek, Peter Frankenfeld, Dunja Rajter, Kurt Stadel, Lotti Krekel, Mircea Krishan, Tony Marshall, Heinz Eckner, Bueno de Mesquita, Hansi Waldherr, Die Peheiros, Four Kings, Berti Vogts, Horst-Dieter Höttges, Johannes Heesters |
| 08.04.1972 | „Best of“ | Rudi zeigt’s mal wieder                         | Das Beste aus den Carrell-Shows |
| 03.02.1973 | 23        | Schloss                                         | Hanne Wieder, Vivi Bach, Katja Ebstein, Renate Pichler, Jaime de Mora y Aragón, Freddy Quinn, Ernst H. Hilbich, Dietmar Schönherr, Heinz Eckner, Mircea Krishan, Bueno de Mesquita, Die Peheiros, Hansi Waldherr und Die Westfälischen Nachtigallen Ltg. Dietmar Hahn |
| 07.04.1973 | 24        | Grenze                                          | Peggy March, Cindy und Bert, Renate Pichler, Franz Joham, Bobbejaan Schoepen, Ernst H. Hilbich, Alexander Grill, Mircea Krishan, Bueno de Mesquita, Heinz Eckner, Hansi Waldherr, Die Peheiros |
| 23.06.1973 | 25        | Camping                                         | Mireille Mathieu, Ursula Herking, Barbara Schöne, Marie Claude, Costa Cordalis, Achim Strietzel, Mouth & MacNeal, Mircea Krishan, Heinz Eckner, Bueno de Mesquita, Hansi Waldherr, Die Peheiros, Starlets-Chor Ltg. Kurt Lindenau und die Harlem Globetrotters |
| 13.10.1973 | 26        | Messe                                           | Daliah Lavi, Erna Haffner, Peter Weck, Doug McClure, Peter Rubin, Achim Strietzel, Mircea Krishan, Heinz Eckner, Erwin Lehn und sein Südfunk-Tanzorchester |
| 22.12.1973 | 27        | Weihnachten                                     | Günter Pfitzmann, Heinz Eckner, Jonny Buchardt, Bueno de Mesquita, Ireen Sheer Grit Boettcher, Erna Haffner, Vico Torriani, Edith Hancke, Günther Schramm, Starlets-Chor Ltg. Kurt Lindenau |

## DVD-Veröffentlichung
In den Jahren 2015 und 2016 sind erstmals alle Folgen der Rudi Carrell Show auf DVD erschienen.